# キクラゲ目
キクラゲ目（キクラゲもく、学名: Auriculariales）は、担子菌門に属する目の一つ。

## 概容
キクラゲ目は、菌類や樹木、植物上に生えるキノコの集合である。主なものに共通する特徴として、人の耳介のような形をした軟質でゴムのような子実体を形成するという特徴がある。この子実体は乾いていくと黒色または褐色に変色し、艶が無い皮革状に変化する。いったん乾いた子実体は回復しないように思われやすいが、水を含むと軟質な子実体に戻り、数時間で胞子を放出し始める。
保水力が高いのは、ムコ多糖などの多糖類や食物繊維が多く含まれるためで、これらの成分からこの目（もく）のキノコは美容などのために良いとされる。
この類の重要な分類上の特徴として、後坦子器が横隔壁によって区画されている点があげられる。すなわち、担子器から改めて伸びだした枝（後担子器）に隔壁を生じて縦に4つ並んだ細胞となり、それぞれから出芽的に担子胞子が形成される。この型はサビキン類のそれとよく似ているため、キクラゲ目はサビキン目と同類の祖先を持っているのではないかとの説がある。